# Москва (Тверская область)
Москва́ — деревня в Пеновском районе Тверской области. Входит в состав Ворошиловского сельского поселения.

## Географические данные
Село расположено на берегу реки Заелинка и около озера Ордоникольское. Ближайшие населённые пункты — деревня Осечно и посёлок Октябрьское.

## История
Основание деревни связывают с разорением Москвы монголами в 1237 году. Жители, спасаясь от нашествия, сбежали на эти земли.
Электричество проведено в деревне в 1960 году.

## Население
| 2010 |
| ---- |
| 17   |